# Ben Droste

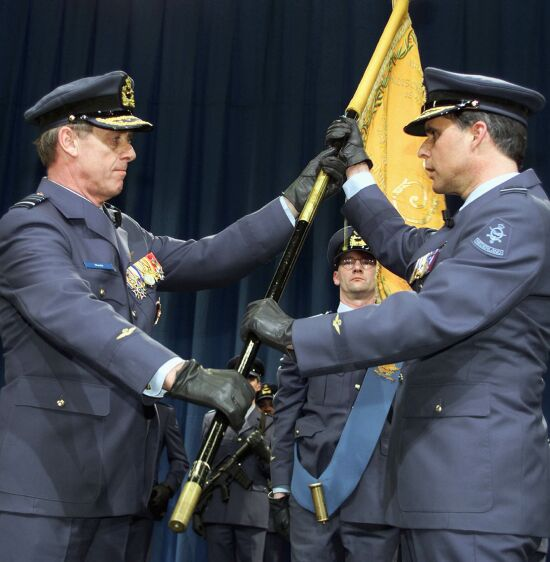
Droste (links) draagt op 24 maart 2000 het bevel over de Luchtmacht over aan Dick Berlijn.

Ben Droste (Den Haag, 1944) is een Nederlands voormalig jachtvlieger en generaal bij de Koninklijke Luchtmacht (KLu) en bestuurder. 
Ben Droste is geboren in 1944 in Den Haag als zoon van luitenant-kolonel der luchtmacht F.G.B. (Jan) Droste en G.W.A. (Karen) Droste-Jongbloed.
Droste was als luitenant-generaal tussen 1995 en 2003 Bevelhebber der Luchtstrijdkrachten, op dat moment de hoogste operationele functie binnen de KLu. In die rol gaf hij onder andere leiding aan de operaties met F-16 Fighting Falcon jachtvliegtuigen in Bosnië en Kosovo. Droste was gedurende 25 jaar jachtvlieger en werd basiscommandant van Vliegbasis Volkel. Na zijn afscheid als bevelhebber werd Droste decaan van de Faculteit Luchtvaart- en Ruimtevaarttechniek van de TU Delft. Deze functie vervulde hij tussen 2003 en 2007. 
Droste was ook betrokken bij de oprichting van Space Expedition Corporation (SXC) dat van plan was om vanaf Caribbean Spaceport Curaçao Lynx-vluchten uit te voeren. SXC werd overgenomen door XCOR Aerospace welke in november van 2017 failliet ging.
Ben Droste is de jongere broer van oud-Tweede Kamerlid Hella Voûte-Droste.